# Roger Milliot
Roger Milliot (n. en 1927, Le Creusot - f. en 1968) fue un poeta y pintor francés. Sirvió como soldado en Indochina y recibió una pensión. Sus problemas de salud le impidieron convertirse en decorador. Como su ídolo René Char,  prefirió la vida provincial a la gran ciudad y vivió en Montauban, donde hay un museo de sus pinturas, mayoritariamente retratos de mujeres. Su depresión y los sentimientos de frustración lo llevaron a suicidarse ahogándose en el río Sena. Sus poemas fueron publicados póstumamente.

## Obras
- QUI?, 1968
- QUI?, 1969 - edición definitiva, ilustrado y con un retrato